# Ngã Năm
Ngã Năm là một phường thuộc thành phố Cần Thơ, Việt Nam.

## Địa lý
Phường Ngã Năm có vị trí địa lý:
- Phía đông giáp xã Long Hưng và xã Mỹ Phước
- Phía tây giáp tỉnh Cà Mau
- Phía nam giáp phường Mỹ Quới và xã Tân Long
- Phía bắc giáp phường Long Phú 1 và xã Xà Phiên.

Phường Ngã Năm có diện tích 95,30 km², dân số năm 2024 là 58.588 người, mật độ dân số đạt 614 người/km².

## Lịch sử
Sau năm 1975, quận Ngã Năm bị giải thể, địa bàn sáp nhập vào huyện Thạnh Trị. Đồng thời, chính quyền tách một phần diện tích và dân số của xã Vĩnh Quới để thành lập thị trấn Ngã Năm thuộc huyện Thạnh Trị.
Ngày 20 tháng 9 năm 1975, Bộ Chính trị ban hành Nghị quyết số 245-NQ/TW về việc hợp nhất tỉnh Cần Thơ (ngoại trừ huyện Thốt Nốt), tỉnh Sóc Trăng, tỉnh Trà Vinh, tỉnh Vĩnh Long thành một tỉnh, tên gọi tỉnh mới cùng với nơi đặt tỉnh lỵ sẽ do địa phương đề nghị lên.
Ngày 20 tháng 12 năm 1975, Bộ Chính trị ban hành Nghị quyết số 19/NQ về việc hợp nhất tỉnh Cần Thơ (bao gồm cả huyện Thốt Nốt của tỉnh Long Xuyên), tỉnh Sóc Trăng thành một tỉnh mới, tên gọi tỉnh mới cùng với nơi đặt tỉnh lỵ sẽ do địa phương đề nghị lên.
Ngày 24 tháng 2 năm 1976, Chính phủ Cách mạng lâm thời Cộng hòa miền Nam Việt Nam ban hành Nghị định số 3/NQ/1976 về việc hợp nhất tỉnh Cần Thơ, tỉnh Sóc Trăng và thành phố Cần Thơ thành một tỉnh mới, lấy tên là tỉnh Hậu Giang.
Ngày 21 tháng 4 năm 1979, Hội đồng Chính phủ ban hành Quyết định số 174-CP về việc chia xã Vĩnh Quới thuộc huyện Thạnh Trị thành xã Vĩnh Quới và xã Vĩnh Biên.
Ngày 26 tháng 12 năm 1991, Quốc hội ban hành Nghị quyết về việc chia tỉnh Hậu Giang thành tỉnh Cần Thơ và tỉnh Sóc Trăng.
Ngày 31 tháng 10 năm 2003, Nghị định số 127/2003/NĐ-CP về việc:
- Thành lập huyện Ngã Năm thuộc tỉnh Sóc Trăng.
- Chuyển thị trấn Ngã Năm và 2 xã: Long Tân, Vĩnh Quới thuộc huyện Thạnh Trị về huyện Ngã Năm mới thành lập quản lý.
- Thị trấn Ngã Năm – thị trấn huyện lỵ của huyện Ngã Năm.

Ngày 26 tháng 11 năm 2003, Quốc hội ban hành Nghị quyết số 22/2003/QH11 về việc chia tỉnh Cần Thơ thành thành phố Cần Thơ trực thuộc trung ương và tỉnh Hậu Giang.
Ngày 22 tháng 4 năm 2010, Bộ Xây dựng ban hành Quyết định số 474/QĐ-BXD về việc công nhận thị trấn Ngã Năm là đô thị loại IV.
Ngày 29 tháng 12 năm 2013, Chính phủ ban hành Nghị quyết số 133/NQ-CP về việc:
- Thành lập thị xã Ngã Năm thuộc tỉnh Sóc Trăng.
- Thành lập Phường 1 thuộc thị xã Ngã Năm trên cơ sở toàn bộ 1.955,9 ha diện tích tự nhiên và 17.221 người của thị trấn Ngã Năm.
- Thành lập Phường 2 thuộc thị xã Ngã Năm trên cơ sở toàn bộ 4.476,63 ha diện tích tự nhiên và 18.103 người của xã Long Tân.
- Xã Vĩnh Quới trực thuộc thị xã Ngã Năm.

Tính đến ngày 31/12/2024:
- Phường 1 có 7 khóm: 1, 2, 3, 4, 5, 6, 7.
- Phường 2 có 13 khóm: 1, 2, 3, Tân Chánh, Tân Chánh A, Tân Phú, Tân Quới, Tân Quới A, Tân Thành, Tân Thành A, Tân Thạnh, Tân Thạnh A, Tân Trung.
- Xã Vĩnh Quới có 8 ấp: Vĩnh Đồng, Vĩnh Hòa, Vĩnh Kiên, Vĩnh Phong, Vĩnh Thanh, Vĩnh Thành, Vĩnh Thuận, Vĩnh Trung.

Ngày 12 tháng 6 năm 2025, Quốc hội ban hành Nghị quyết số 202/2025/QH15 về việc sắp xếp đơn vị hành chính cấp tỉnh (nghị quyết có hiệu lực từ ngày 12 tháng 6 năm 2025). Theo đó, sáp nhập tỉnh Hậu Giang và tỉnh Sóc Trăng vào thành phố Cần Thơ.
Ngày 16 tháng 6 năm 2025, Ủy ban Thường vụ Quốc hội ban hành Nghị quyết số 1668/NQ-UBTVQH15 về việc sắp xếp các đơn vị hành chính cấp xã của thành phố Cần Thơ năm 2025 (nghị quyết có hiệu lực từ ngày 16 tháng 6 năm 2025). Theo đó, thành lập phường Ngã Năm thuộc thành phố Cần Thơ trên cơ sở toàn bộ 19,52 km² diện tích tự nhiên, quy mô dân số là 19.875 người của Phường 1; toàn bộ 44,78 km² diện tích tự nhiên, quy mô dân số là 23.787 người của Phường 2 và toàn bộ 31,00 km² diện tích tự nhiên, quy mô dân số là 14.926 người của xã Vĩnh Quới thuộc thị xã Ngã Năm, tỉnh Sóc Trăng.
Phường Ngã Năm có 95,30 km² diện tích tự nhiên và quy mô dân số là 58.588 người.